# Tennant (Iowa)
Tennant – miasto w Stanach Zjednoczonych, w stanie Iowa, w hrabstwie Shelby. Zgodnie ze spisem statystycznym z 2000 roku, miasto liczyło 73 mieszkańców.